# Discographie de Jive Bunny and the Mastermixers
Cet article présente la discographie complète de Jive Bunny and the Mastermixers.

## Albums
Certains albums ont vu leur titre changer selon la zone géographique (Europe/US).
- Royaume-Uni #2,  Suisse #3,  Autriche #5,  Allemagne #14,  États-Unis #26
- Royaume-Uni : [1]
 États-Unis : [2]

- Royaume-Uni #23,  Suisse #14,  Autriche #26
- Royaume-Uni : [1]

- Autriche #14

- Cet album est réédité en 2013 sous l'intitulé Rock'n Roll is here to stay

- Royaume-Uni : [1]

- Royaume-Uni #76

- Autriche #14

- Royaume-Uni : [1]
- Meilleure vente d'albums 'Mid-price' : 300.000 unités en 10 ans[3].

- Une version 1 CD sort en 2013 sous l'intitulé Non-Stop Christmas Party Mix.

### Compilations
- Cet album uniquement disponible aux États-Unis propose une sélection de titres extraits des albums It's Party Time et Rock'n roll Hall of Fame

- Royaume-Uni #44,  Allemagne #88
- Selon la zone géographique de distribution, le titre de la compilation et l'ordre des pistes ont été modifiés[4],[5]

### Video-album
En 1990, une cassette VHS intitulée Jive Bunny and the Mastemixers - Video Album reprend une collection de leurs clips vidéos.

## Singles
| Année                                                                                      | Titre                                                                         | Classements | Classements | Classements | Classements | Classements | Classements | Classements | Classements | Classements | Classements | Classements | Classements | Classements      | Classements |
| Année                                                                                      | Titre                                                                         | Royaume-Uni | Irlande     | Pays-Bas    | Belgique    | France      | Italie      | Allemagne   | Autriche    | Suisse      | Suède       | Norvège     | Australie   | Nouvelle-Zélande | États-Unis  |
| ------------------------------------------------------------------------------------------ | ----------------------------------------------------------------------------- | ----------- | ----------- | ----------- | ----------- | ----------- | ----------- | ----------- | ----------- | ----------- | ----------- | ----------- | ----------- | ---------------- | ----------- |
| 1989                                                                                       | Swing the Mood                                                                | 1           | 1           | 1           | 1           | 1           | 19          | 1           | 1           | 2           | 2           | 1           | 1           | 1                | 11          |
| 1989                                                                                       | That's What I Like                                                            | 1           | 1           | 5           | 4           | 2           | —           | 6           | 5           | 4           | 5           | 2           | 4           | 17               | 69          |
| 1989                                                                                       | Let's Party                                                                   | 1           | 2           | 70          | 13          | 12          | 51          | 80          | 26          | 13          | 14          | 2           | —           | —                | —           |
| 1989                                                                                       | It Takes Two, Baby (Liz Kershaw, Bruno Brookes et Jive Bunny avec Londonbeat) | —           | —           | —           | —           | —           | —           | —           | —           | —           | —           | —           | —           | —                | —           |
| 1989                                                                                       | Swing the Mood/That's What I Like Megamaxi (France uniquement)                | —           | —           | —           | —           | 22          | —           | —           | —           | —           | —           | —           | —           | —                | —           |
| 1990                                                                                       | That Sounds Good to Me                                                        | 4           | 1           | 12          | 12          | 15          | —           | 36          | 19          | 19          | —           | —           | —           | —                | —           |
| 1990                                                                                       | Can Can You Party                                                             | 8           | —           | 51          | 28          | —           | —           | —           | 27          | 13          | —           | —           | —           | —                | —           |
| 1990                                                                                       | Let's Swing Again                                                             | 19          | —           | —           | 36          | —           | —           | —           | 27          | —           | —           | —           | —           | 49               | —           |
| 1990                                                                                       | The Crazy Party Mixes                                                         | 13          | —           | —           | —           | —           | —           | —           | —           | —           | —           | —           | —           | —                | —           |
| 1991                                                                                       | Over to You John (Here We Go Again)                                           | 28          | —           | —           | 43          | —           | —           | —           | —           | —           | —           | —           | —           | —                | —           |
| 1991                                                                                       | Hot Summer Salsa                                                              | 43          | —           | —           | —           | —           | —           | —           | —           | —           | —           | —           | —           | —                | —           |
| 1991                                                                                       | Rock 'n' Roll Dance Party                                                     | 48          | —           | —           | 24          | —           | —           | —           | —           | —           | —           | —           | —           | —                | —           |
| 1992                                                                                       | Rock 'n' Roll Party Mix                                                       | —           | —           | 68          | —           | —           | —           | —           | —           | —           | —           | —           | —           | —                | —           |
| 1992                                                                                       | Rock 'n' Roll Hall of Fame                                                    | —           | —           | —           | —           | 46          | —           | —           | —           | —           | —           | —           | —           | —                | —           |
| "—" signifie que le titre n'a pas atteint les classements ou n'est pas sorti dans ce pays. |                                                                               |             |             |             |             |             |             |             |             |             |             |             |             |                  |             |